# DFK Dainava
El Dzūkijos futbolo klubas Dainava, DFK Dainava, Dainava es un equipo de fútbol de Lituania que juega en la A lyga, la primera división nacional.

## Historia
Fue fundado en el año 2016 en la ciudad de Alytus luego de la fusión de los equipos Auska y Dzūkų tankai como la reencarnación del FK Dainava Alytus, equipo que desapareció en 2014.
En marzo de 2021 el club obtiene el ascenso a la A Lyga por la expansión de la liga a 10 equipos.

## Entrenadores
- Ričardas Grigaliūnas (2016)
- Darius Gvildys (2016–2017)
- Donatas Vencevičius (2018)
- Kim Rønningstad (2019)[1]
- Łukasz Hass (2020)
- Fabio Mazzone (agosto de 2020)[2]
- Tomas Ražanauskas (abril de 2021 – noviembre de 2021)
- Mattiew Silva (febrero de 2022 – mayo de 2022)[3][4]
- Sergey Kuznetsov (mayo de 2022- mayo de 2025)[5]